# Punta Alta del Boter
La Punta Alta del Boter és una muntanya de 1.007 metres que es troba al municipi de la Morera de Montsant, a la comarca catalana del Priorat.